# Grégoire le Patrice
Grégoire II le Patrice (grec: Γρηγόριος , latin: Flavius Gregorius) était un exarque de Carthage. 
Parent probable de la dynastie des Héraclides, Grégoire était un partisan de l’Église chalcédonienne et mena une rébellion en 646 contre l’empereur Constant II en réaction au soutien de ce dernier au monothélisme. Après avoir usurpé le titre impérial, il fit face à une invasion arabe en 647.  Il affronta les envahisseurs et fut vaincu lors de la bataille de Sufétula, où il périt. 
Grégoire le Patrice était un champion de l’orthodoxie et avait protégé Maxime le Confesseur. La population berbère l’appréciait et il jouissait même de la sympathie du pape Théodore 1er. 

## Biographie

### Origines
Grégoire était lié par le sang à l'empereur Héraclius et à son petit-fils Constant II, et était peut-être le fils du cousin d'Héraclius, Nicétas. Grégoire est d'abord attesté comme exarque d'Afrique ("patrikios d'Afrique" d'après Théophane le Confesseur) en juillet 645,, mais a peut-être déjà été nommé exarque sous Héraclius.

### Controverse religieuse
Les VIe  et  VIIe siècles verront un bouillonnement de débats théologiques qui définissent le christianisme. Entre autres, il y a des tensions entre les supporteurs de Chalcédoine (le Christ possède deux natures unies sans confusion) et ceux du monophysisme (une seule nature du Christ). L'exarchat de Carthage était dans la tourmente interne en raison du conflit entre la population principalement orthodoxe chalcédonienne et les partisans du monothélisme. 
Héraclius, désirant une solution de compromis sur le débat concernant la nature du Christ, se tournera vers le monothélisme, c’est-à-dire que le Christ possède une seule volonté. En 638, Héraclius fait promulguer l’Ekthésis, afin d’imposer le monothélisme à tout l’empire. Si certains patriarches d’Orient l'acceptent, il y aura aussi des opposants. En 640, le pape Jean IV condamne l’Ekthésis et Maxime le Confesseur s’y opposera fermement. Les populations berbères restèrent attachés aux traditions de l’orthodoxie et les innovations en matière de foi de l’empereur les indignaient.
En 643, les Omeyyades avaient capturé la Cyrénaïque et la moitié de la Tripolitaine, avec Tripoli. Omar ordonne l'arrêt de leur expansion.
Pour calmer les tensions religieuses dans l’exarchat, Grégoire le Patrice organisa en juillet 647 - un débat public - entre Maxime le Confesseur, un proéminent défenseur de l’orthodoxie chalcédonienne, et Pyrrhus, monothélite et patriarche de Constantinople. À la conclusion du débat, Pyrrhus se convertit à l’orthodoxie et accompagna Maxime à Rome. Cependant, Constant II tenait à imposer le monothélisme. C’est dans ce contexte religieux que deux des trois principaux gouverneurs en occident - les exarques Olympios et Grégoire le Patrice - vont se rebeller.   

### Rébellion

Le monde méditerranéen à l'époque de la révolte de Grégoire.

En 646, Grégoire lance une rébellion contre Constant II. La raison était le soutien de ce dernier au monothélisme, mais c'était sans doute aussi une réaction à la conquête musulmane d'Égypte et la menace que les musulmans présentaient sur l'Afrique byzantine. Compte tenu de l'échec du gouvernement impérial à Constantinople à arrêter l'avancée des musulmans, c'était, selon les mots de Charles Diehl, « une grande tentation pour le puissant gouverneur d'Afrique de se séparer de l'empire faible et éloigné qui semblait incapable de défendre ses sujets ». Les différences doctrinales, ainsi que l'autonomie établie depuis longtemps de l'exarchat, ont renforcé cette tendance.
Outre les motifs religieux, il est possible que la révolte de Grégoire le Patrice soit une tentative de résistance et d'indépendance contre le fardeau fiscal imposé par Constantinople sur la province. Le chroniqueur arabe Al-Tabari prétend que la révolte de Grégoire a été provoquée par une taxe de 300 livres d'or demandée par Constant II. Des sources arabes affirment qu'après avoir été proclamé empereur, il a frappé des pièces de monnaie a sa propre effigie, mais aucune n'a été trouvée jusqu'ici,. Il semble que Maxime le Confesseur et le Pape Théodore I ont encouragé ou au moins soutenu Grégoire dans cette aventure. La révolte semble avoir trouvé un large soutien parmi les berbères romanisés, mais aussi parmi les berbères de l'intérieur.
Grégoire s'installa à l'intérieur des terres, dans la ville de Sufétula, ce qui le protégeait d'une éventuelle expédition punitive à Carthage par des troupes impériales. De là, il était possible de surveiller et contrôler l'intérieur des terres. De plus, la région environnante était riche en agriculture, ce qui permettait d'approvisionner les soldats et montures.

## Chute
En 647, le successeur d'Omar (mort en 644), Othman, a ordonné à Abdallah ibn Saad d'envahir l'Exarchat avec 5000 hommes. En Égypte, Ibn Sa'd adjoint d'autres effectifs jusqu'à atteindre une armée de 20 000 combattants. Les musulmans ont envahi l'ouest de la Tripolitaine et se sont avancés jusqu'à la limite du nord de la province byzantine de Byzacène. Grégoire s'est confronté aux Arabes à leur retour à Sufétula, mais il fut vaincu et aurait, selon certaines sources été tué,. Agapios de Manbij et certaines sources syriaques affirment qu'il a survécu à la défaite et a fui vers Constantinople, où il s'est réconcilié avec Constant II. Les chroniqueurs arabes mentionnent qu’il aurait péri dans la bataille. La Chronique de Frédégaire dit la même chose. Kaegi est aussi d'avis que Grégoire aurait péri.  Il est raconté dans les récits arabes, que sa fille, combattant au côté de son père, fut capturée par les vainqueurs. Elle se suicida en se jetant en bas d’un chameau lors de la marche de retour de l’armée arabe vers l’Égypte. Le destin de sa fille est probablement un ajout romantique par des chroniqueurs arabes au récit.
Après la mort de Grégoire, les Arabes ont mis à sac Sufétula et ont attaqué les travers de l'exarchat, tandis que les Byzantins se sont retirés dans leurs forteresses. Incapables d'assaillir les fortifications byzantines et satisfaits des énormes pillages qu'ils avaient faits, les Arabes acceptèrent de partir en échange du paiement d'un lourd tribut en or. Ils auraient obtenu 2 500 000 dinars, soit 300 talents d'or.

## Mort ou survivance?
La plupart des textes arabes signalent la mort de Grégoire dans la bataille, mais en l’insérant dans un récit manifestement légendaire sur le destin de sa fille. Au contraire, dans sa Chronique, Michel le Syrien signale que l’exarque survécut et fit après la défaite sa soumission à l’empereur Constant II. Cette version n’est pas à dédaigner car une des traditions rapportées par Al-Balâdhûrî indique aussi que ce fut le Patrice, après la défaite de Sbeïtla, qui négocia la paix et l’indemnité versée aux Arabes (trad. Hitti et Murgotten, t. 1, p. 357).